# Rhenus (Album)
Rhenus ist ein Jazzalbum von Robert Landfermann. Die vom 20. bis 23. Juni 2022 im Kammermusiksaal des Deutschlandfunks in Köln entstandenen Aufnahmen erschienen am 1. Mai 2023 auf Klaeng Records.

## Hintergrund
Das Material des Albums Rhenus des Bassisten Robert Landfermann hat biografische Züge. Aufgewachsen ist Landfermann in Oberwinter, zur Schule ist er auf das Gymnasium der Rheininsel Nonnenwerth gegangen; zum Kontrabass-Studium zog er nach Köln; seit 2019 hat er eine Professur für E- und Kontrabass an der Fachgruppe Jazz/Popularmusik der Hochschule für Musik und Darstellende Kunst Mannheim, ebenfalls am Rhein. Von der Besetzung her ist „Rhenus“ sein bislang größtes Projekt, das gleichzeitig einige Weggefährten seiner bisherigen Laufbahn versammelt, mit den Schlagzeugern Jonas Burgwinkel und Christian Lillinger, dem Saxophonisten Sebastian Gille oder der Harfenistin Kathrin Pechlof. Hinzu kamen dazu der Pianist Elias Stemeseder, der britische Trompeter Percy Pursglove und der belgische Fender-Rhodes-Spezialist Jozef Dumoulin.
Das Musikprojekt entstand mit Unterstützung der von Reiner Michalke geleiteten Monheim Triennale. Rhenus wurde 2022 exklusiv dort aufgeführt, und zwar auf der Hauptbühne des Schiffs RheinGalaxie.

## Titelliste
- Robert Landfermann: Rhenus (Klaeng-records 075)

1. Virga 4:45
2. Nicht Kommerzielles Angebot von Geist 6:29
3. Cato 4:51
4. Neon Dilemma 8:26
5. Meteor 3:38
6. Beziehungsfeld 7:55

Die Kompositionen stammen von Robert Landfermann.

## Rezeption

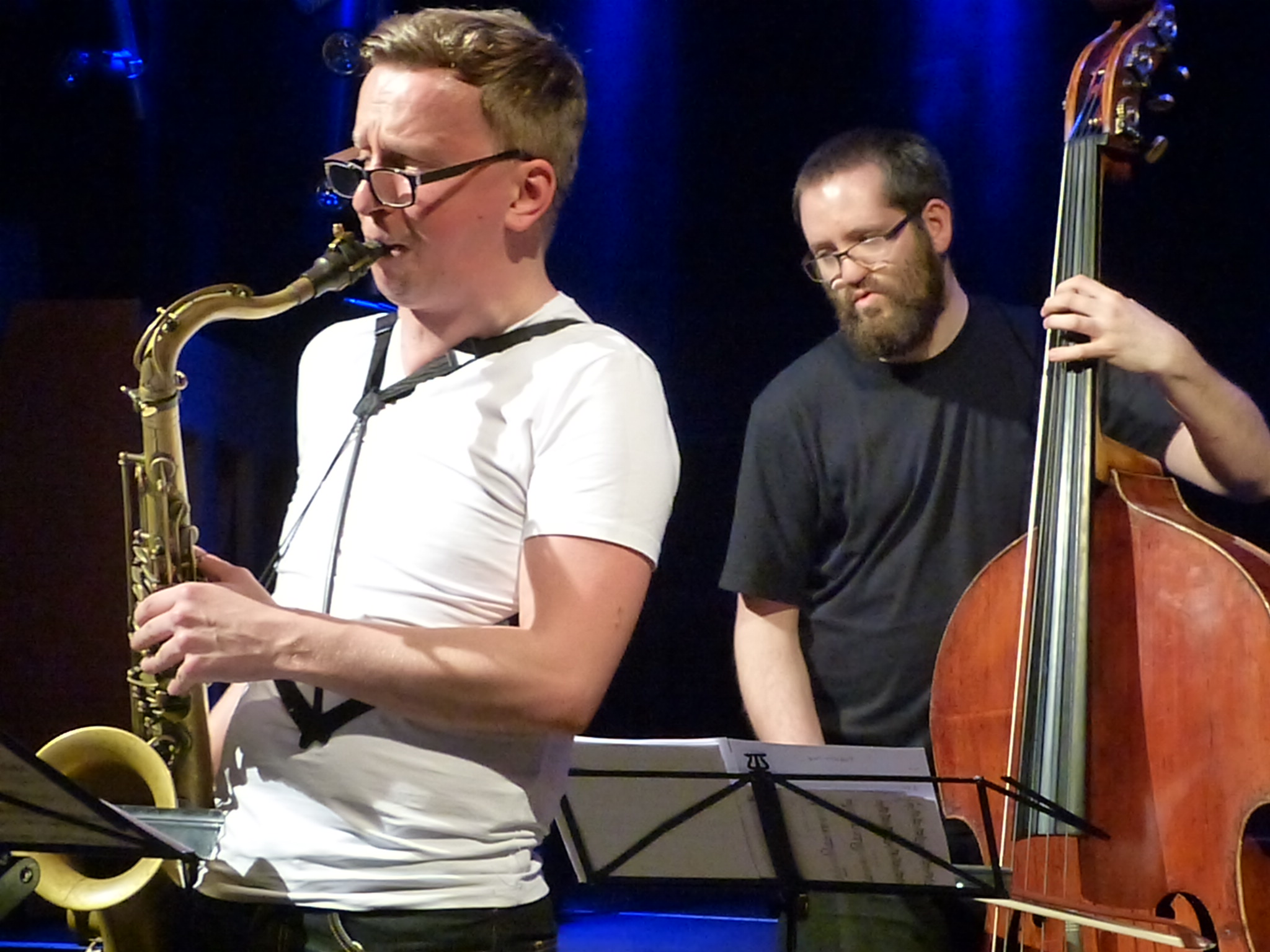
Sebastian Gille mit Robert Landfermann (rechts) beim Konzert „Nathan Ott’s 4Phonic“ 2016 im ARTheater Köln

Robert Landfermann habe für seine Platte Rhenus ein imposantes Ensemble versammelt, meinte Nicolas Tribes im WDR. Mit dabei seien u. a. die zwei profiliertesten Schlagzeuger des aktuellen deutschen Jazz, Jonas Burgwinkel und Christian Lillinger. Landfermanns Ziel sei es, all die Aspekte, die ihn beim Musikmachen reizen, in einem Projekt zu vereinen. Rhenus könnte (mit Sebastian Gramss’ Album Meteors) zu den Highlights des Jahres zählen.
„Das komponierte Material Landfermanns reicht von hochkomplexen Strukturen und Texturskizzen bis zu inniger Melodie“, schrieb Landfermanns Freund, der Berliner Saxofonist Christian Weidner, anlässlich der Aufführung bei der Monheim Triennale. „In dieser vielfarbigen Landfermannschen Klangwelt werden er und sein Ensemble bestens aufgehoben sein – und in ihr und über sie hinaus improvisatorisch auf Reisen gehen.“ Für den Korrespondenten von Jazzwise, Martin Longley, war Rhenus sehr sorgfältig gestaltet, aber nicht auf Kosten eines kühnen klanglichen Risikos.